# Khandwa
Khandwa (en hindi: खंडवा ) es una localidad de la India, centro administrativo del distrito de Khandwa en el estado de Madhya Pradesh.

## Geografía
Se encuentra a una altitud de 320 m s. n. m. a 279 km de la capital estatal, Bhopal, en la zona horaria UTC +5:30.

## Demografía
Según estimación 2010 contaba con una población de 195 757 habitantes.